# Adam Wadecki
Adam Wadecki (Elbląg, 23 december 1977) is een Pools voormalig wielrenner. Zijn specialiteit was de sprint.
Hij won etappes in diverse rittenkoersen en werd in 2005 kampioen van Polen. Adam Wadecki is de jongere broer van Piotr Wadecki.

## Belangrijkste overwinningen
2001
- Memorial Andrzeja Trochanowskiego
- 2e etappe, deel A Szlakiem Grodow Piastowskich

2002
- 4e etappe Szlakiem Grodow Piastowskich

2004
- 3e etappe Ronde van Mazovië
- Eindklassement Ronde van Mazovië
- Puchar Ministra Obrony Narodowej
- 3e etappe, deel A Ronde van Slowakije

2005
- Pools kampioen op de weg, Elite
- 5e etappe Vierdaagse van Duinkerke
- 1e etappe Koers van de Olympische Solidariteit
- 3e etappe Koers van de Olympische Solidariteit
- 4e etappe Koers van de Olympische Solidariteit

2008
- 10e etappe Ronde van Marokko
- 1e etappe Ronde van Mazovië
- 4e etappe Szlakiem walk mjr. Hubala
- 5e etappe Ronde van Slowakije

2010
- 1e etappe Koers van de Olympische Solidariteit
- 1e etappe Ronde van Mazovië

Ao · Karu · Krzywy · Lebedev · Martikainen · Mustonen · Prous · Reile · Utar · Wadecki